# Guidage d'engins
 (décembre 2013).
Si vous disposez d'ouvrages ou d'articles de référence ou si vous connaissez des sites web de qualité traitant du thème abordé ici, merci de compléter l'article en donnant les références utiles à sa vérifiabilité et en les liant à la section « Notes et références ».
Le guidage d’engins est un système d’informations : 
- Qui indique en cabine la cote à réaliser : Le système de guidage détermine la position de l’outil (godet ou lame) par rapport à la cote projetée.
- Qui indique au conducteur, par un écran ou des indications visuelles, la cote à suivre sans avoir à planter des piquets ou à envoyer un géomètre pour contrôler le fond de fouille.
- Qui contrôle l’outil (automatisation) : Certains systèmes sont interfacés au boitier hydraulique de la machine et contrôlent directement la position de la lame.

Chaque système vise à accroître la productivité de la machine et de l’opérateur, à améliorer la précision des travaux, engendre des gains de temps importants et donc améliore la rentabilité du chantier.

## Historique
Les premiers systèmes d’aide à la conduite sont apparus dans les années 1970. Utilisant principalement la technologie laser, ces systèmes ont été conçus pour guider en deux « dimensions » (2D) c'est-à-dire en profondeur ou en altimétrie des engins de terrassement à vocation agricole (drainage, planage…) et ensuite, à la finition de plateformes, routes, aéroports, etc.
Ayant passé le cap du XXIe siècle, ces systèmes sont largement[non neutre] utilisés, bien que leur technologie ne prenne en compte que le Z, d’où l’absence de cohérence spatiale XYZ. La mise au point d’un système de positionnement général en XYZ (système 3D) a nécessité le passage à de nouvelles technologies telles que :
- Triangulation par balise radio (AGATHE)
- Triangulation optique par caméra CCD (SIREM)
- Triangulation par laser et codes-barres (CAPSY)

À la suite de nombreux essais[réf. nécessaire], seules 2 technologies ont émergé au stade de la commercialisation et constituent la base du développement industriel de ces dernières années :
- Le 3D par station totale (guidage optique)
- Le 3D par GNSS (guidage par satellites)

Nous sommes aujourd’hui à la croisée des deux technologies avec une accélération de l’adoption des systèmes de guidage à travers l’industrie[réf. nécessaire]

## Les différents systèmes de guidage
Il existe quatre différents types de positionnement pour le guidage d'engins. Ils sont les suivants :
- Le guidage par capteurs : Calcul de la géométrie de l’engin lui-même ;
- Le guidage par palpeurs : Technologie ultra-son pour palper le terrain existant ;
- Le guidage par optique : À l’aide d’une station totale robotisée avec l'option Machine Control ou d’un laser rotatif) ;
- Le guidage par satellites : Via des antennes adaptées et d'une base.

## Les applications possibles
- Nivellement
- Talutage
- Excavation
- Pose de canalisation
- Tranchée
- Compactage de sol ou d’enrobé
- Réglage
- Formes complexes
- Travaux de précision